# Носова Богдана Миколаївна
Богдана Миколаївна Носова (нар. 22 липня 1982, Київ) — українська журналістка та педагог. Член Національної спілки журналістів України, член Міжнародної спілки франкомовної преси.

## Біографічні відомості
Закінчила Інститут журналістики Київського національного університету імені Тараса Шевченка у 2005 році та аспірантуру Інституту журналістики КНУ імені Тараса Шевченка у 2008.
Захистила дисертацію «Мас-медійне забезпечення політичних орієнтирів України в контексті євроатлантичної інтеграції» (2008).
Навчалася та стажувалася за кордоном: Канада, Італія, Бельгія, Франція, Польща, США. Володіє французькою, італійською, англійською мовами. Працювала на вітчизняних телеканалах, у друкованих медіа та прес-секретарем у державних установах.
Працює з 2008 року в  Інституті журналістики КНУ імені Тараса Шевченка асистентом кафедри міжнародної журналістики та з 2012 року асистентом кафедри соціальних комунікацій.
Наукові інтереси: міжнародна журналістика.
Член Національної спілки журналістів України та Міжнародної спілки франкомовної преси.
У 2009 році нагороджена Почесною грамотою Державного комітету телебачення і радіомовлення України. Посіла 2-е місце у Всеукраїнському конкурсі на найкращу телепередачу про НАТО та євроатлантичну інтеграцію, який проводив Молодіжний центр Атлантичної ради України за підсумками 2008 року (з телепрограмою "НАТО: «за» і «проти» — ДТРК «Всесвітня служба „УТР“»). Автор понад 20 наукових публікацій.

## Наукові публікації
- Євроатлантична інтеграція як сегмент політики безпеки України: практика в системі засобів масової комунікації
- Медійний дискурс есеїв А. Міхніка як історико — філософський аспект політичної комунікації
- Феномен А. Міхніка як публіциста — автора постійної дискусії про Польщу
- Українські ЗМІ в системі соціогуманітарних чинників інформаційної безпеки ХХІ століття (на прикладі газети «День»)
- Відносини Україна — НАТО: сприйняття в політичній комунікації
- Інтерпретація цивілізаційних вартостей у публіцистиці У. Еко
- Концептуалізація зарубіжного публіцистичного дискурсу в комунікативній практиці

## Відзнаки та нагороди
- 2009 — Почесна грамота Державного комітету телебачення і радіомовлення України.